# بيراتاس دي كويبراديلاس
بيراتاس دي كويبراديلاس (بالإسبانية: Piratas de Quebradillas)‏ هو فريق كرة سلة في بورتوريكو تأسس في سنة 1926. يلعب في دوري بورتوريكو لكرة السلة.

## أبرز اللاعبين
من أبرز اللاعبين الذين لعبوا معه:
- جون لوكاس
- ماركوس ويليامز
- شون ريدج
- بي جاي تاكر

## وصلات خارجية
- الموقع الرسمي